# Кампу-Бон
Кампу-Бон (порт. Campo Bom) — муниципалитет в Бразилии, входит в штат Риу-Гранди-ду-Сул. Составная часть мезорегиона Агломерация Порту-Алегри. Входит в экономико-статистический микрорегион Порту-Алегри. Население составляет 58 558 человек на 2006 год. Занимает площадь 61,406 км². Плотность населения — 953,6 чел./км².

## История
Город основан 31 января 1959 года.

## Статистика
- Валовой внутренний продукт на 2003 год составляет 1 077 192 856,00 реалов (данные: Бразильский институт географии и статистики).
- Валовой внутренний продукт на душу населения на 2003 год составляет 19 073,46 реалов (данные: Бразильский институт географии и статистики).
- Индекс развития человеческого потенциала на 2000 год составляет 0,837 (данные: Программа развития ООН).